# José Pereira Alves
José Pereira Alves (Palmares, 5 de março de 1885 — 21 de dezembro de 1947) foi um bispo católico brasileiro.
Foi ordenado sacerdote a 17 de novembro de 1907. Reitor e professor no Seminário de Olinda, cônego da Sé, deão do Cabido, Monsenhor Protonotário apostólico (1920), Governador do Bispado (1921) e Vigário Capitular da Arquidiocese de Olinda e Recife (1921). Diretor da "Tribuna Religiosa", do "Mês do Clero" e da revista "Maria", etc. Com a nomeação do arcebispo de Olinda D. Sebastião Leme para Arcebispo-Coadjutor do Rio de Janeiro, em 1921, foi eleito Vigário, no ano seguinte.
Foi sócio de diversas agremiações culturais como o Instituto Arqueológico, Histórico e Geográfico Pernambucano e a Academia Pernambucana de Letras, da qual veio a ser vice-presidente, e das Academias de Letras Fluminenses e Petropolitana. "Eram célebres seus sermões e discursos, nos quais cativava o auditório tanto pelas ideias originais quanto pela forma bem mo-delada.Raramente proferia uma oração sem deixar gravada na mente de seus ouvintes uma daquelas frases felizes".
Antes de ocupar a sede episcopal de Niterói, já exercera o episcopado como diocesano de Natal, no Rio Grande do Norte (1923-1928), de onde foi transferido para Niterói (27/1/1928), tendo tomado posse a 20 de maio.
Durante seu governo episcopal, Petrópolis desmembrou-se de sua diocese (13/4/1946), embora somente em 1948 recebesse seu primeiro bispo, na pessoa de D. Manuel Pedro da Cunha Cintra, já morto D. José, que governara Petrópolis até então, na qualidade de administrador.
Em sua gestão fundou-se em Niterói (1946) o Mosteiro da Visitação, o segundo a ser fundado no Brasil, após São Paulo. Foi sepultado na Capela do Ssmo. Sacramento da Catedral de São João Batista, conforme seu desejo, após solenes exéquias.
No período de "sede vacante", respondeu pela diocese, na qualidade de Vigário Capitular, Mons. João de Barros Uchôa, que fora seu Vigário Geral após a morte de Mons. Conrado Jacarandá, e que foi seu prestimoso auxiliar e amigo, tendo-o auxiliado na preparação do lfi Congresso Eucarístico Diocesano de Niterói, para solenizar as Bodas de Ouro da criação da diocese, em 1942.
A respeito de D. José, temos este valioso testemunho do grande Cardeal Leme-, "uma das figuras primaciais da Igreja em terras do Brasil, um grande talento, um grande coração, e, acima de tudo, grande em sua modéstia".
Divisa: "In finem dilexit" (Amou até o fim).